# アントニヌス浴場

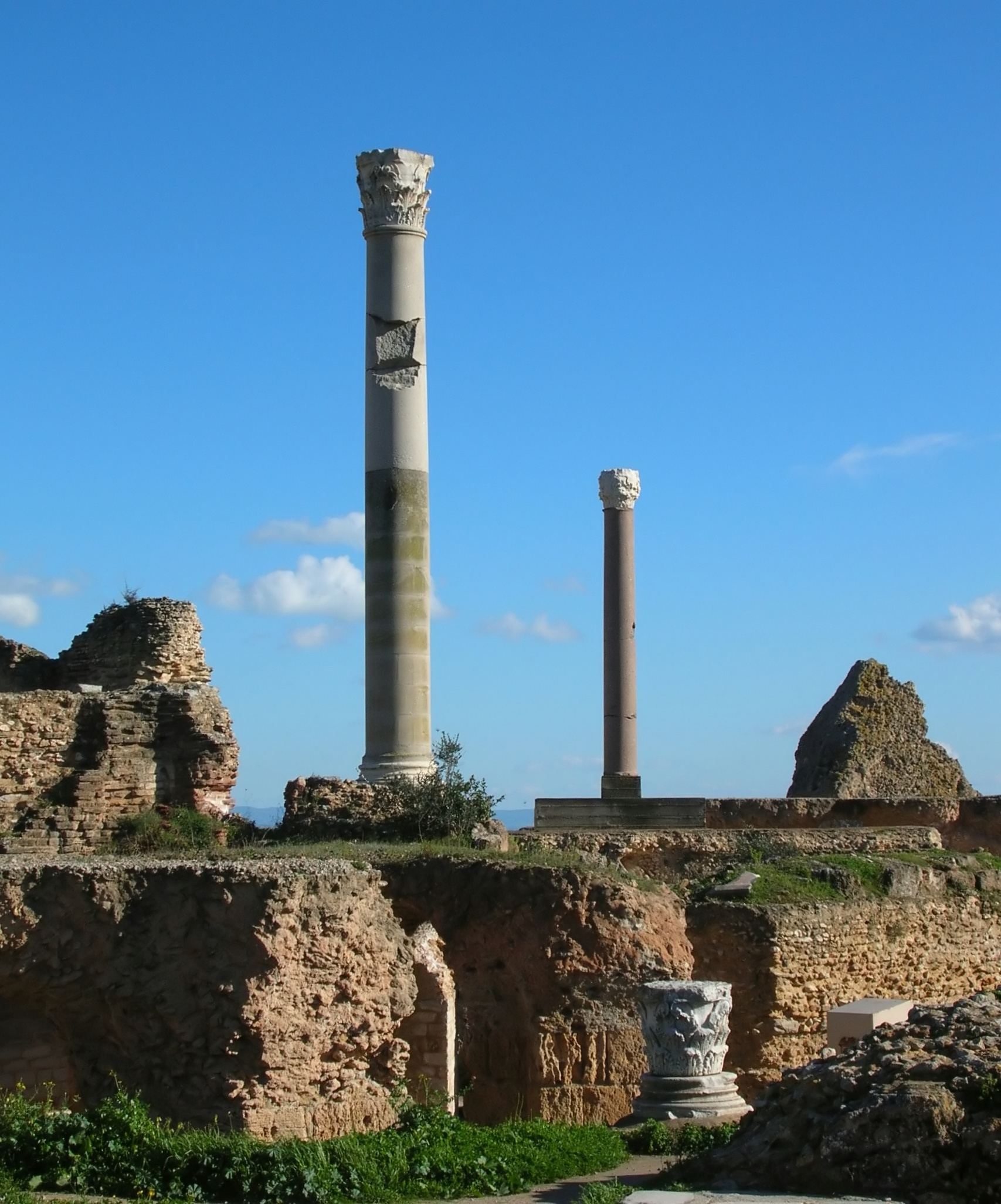
アントニヌス浴場

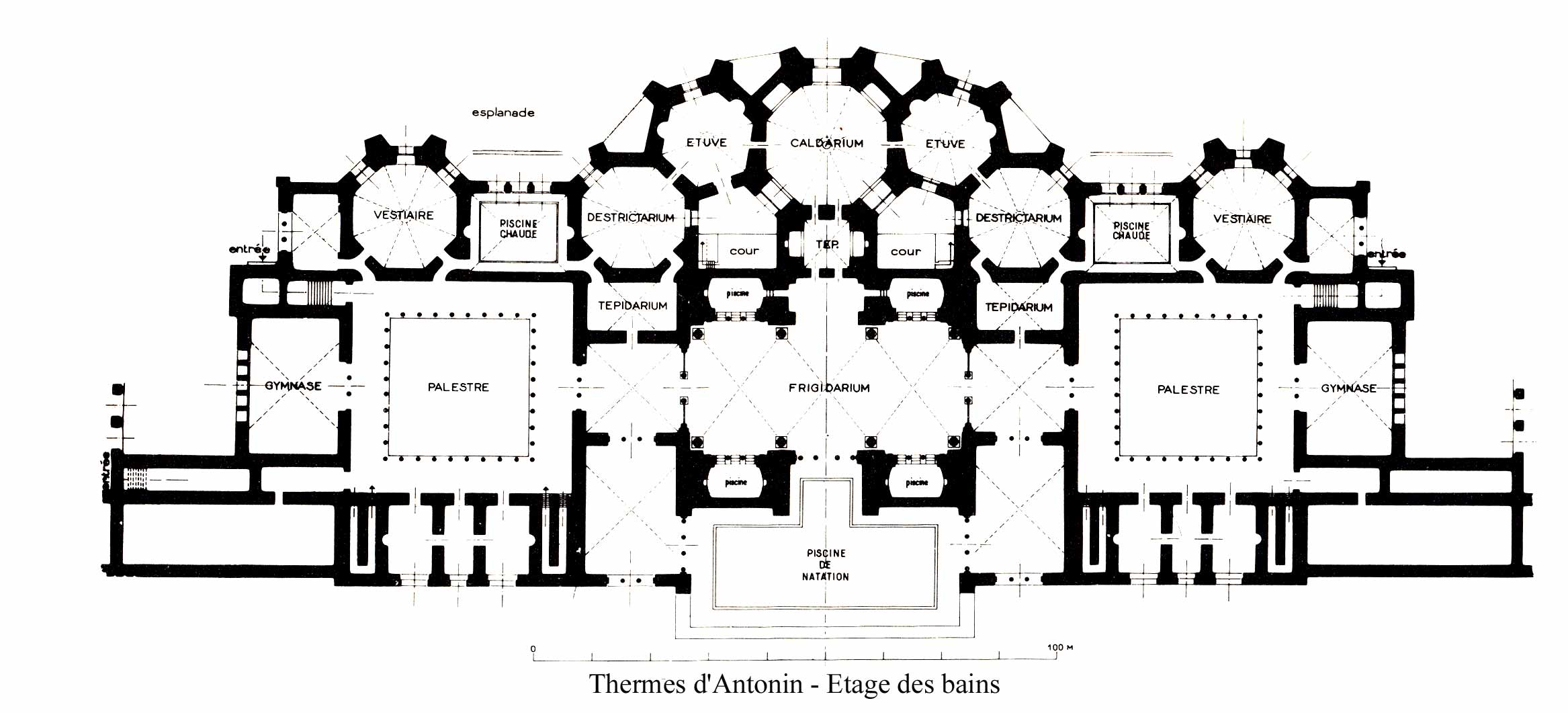
平面図

アントニヌス浴場（ラテン語: Thermae Antonini）は、チュニジアのチュニス郊外にある古代ローマ時代のローマ浴場跡。アントニヌス・ピウス浴場と表記されることもある。アフリカ属州のカルタゴに造られたこの公衆浴場は、建物の総面積35,000m2、長辺の長さが200mに達し、属州内で最大規模でローマ帝国内でも第3位の規模の施設であった。第15代皇帝アントニヌス・ピウス（在位 138年-161年）の治世下、146年から162年頃に建設されたと推定され、碑文（CIL, VIII, 12513）から157年から161年の間に完成したと考えられる。建築物の外装材として用いられた大理石やモザイクタイルは属州外から輸入されたもので、フロアプランは帝都ローマの大規模な公衆浴場と同じく左右対称型であり、ここアントニヌス浴場では建物中央のフリギダリウム（20m×50m）とその北西に隣接するカルダリウム、南東に隣接するナタティオを軸線としていた。建物の左右部分には男女別にパレストラなどの各部屋が設けられていた。
アントニヌス浴場は5世紀のヴァンダル族による支配を生きながらえ、建材を他の建物に流用されながらも規模を縮小して6世紀の東ローマ帝国統治下まで使われ続けた。その後カルタゴの支配がウマイヤ朝に移るとアントニヌス浴場は使われなくなり、倒壊したと考えられている。

## アクセス
- TGM (鉄道) カルタゴ・ハンニバル駅（Carthage Hannibal）の東約600m